# Chojniki (Grande-Pologne)
Pour les articles homonymes, voir Chojniki.
Chojniki (prononciation : [xɔi̯ˈniki]) est un village polonais de la gmina de Nowy Tomyśl dans le powiat de Nowy Tomyśl de la voïvodie de Grande-Pologne dans le centre-ouest de la Pologne.
Il se situe à environ 3 kilomètres au sud-ouest de Nowy Tomyśl (siège de la gmina et du powiat) et à 56 kilomètres à l'ouest de Poznań (capitale régionale).

## Histoire
De 1975 à 1998, le village faisait partie du territoire de la voïvodie de Poznań.

Depuis 1999, Chojniki est situé dans la voïvodie de Grande-Pologne.
Le village possède une population de 128 habitants en 2011.